# 9GAG
A 9GAG egy hongkongi székhelyű online platform és közösségimédia-webhely, amely lehetővé teszi a felhasználók számára, hogy külső közösségi oldalakról töltsenek fel és osszák meg a felhasználók által generált vagy más tartalmakat. Az internetes mémgyűjtemények platformjának számító weboldal 2008. április 11-i elindulása óta folyamatosan nőtt a népszerűsége a közösségi médiában, például a Facebookon, a Twitteren és az Instagramon.

## Története
A weboldalt 2008-ban egy ötfős hongkongi csapat hozta létre azzal a szándékkal, hogy alternatív online platformot hozzanak létre az e-mailezés helyett és amelyen a felhasználók könnyedén oszthatnak meg humoros fotókat vagy videókat. Az alapító tagok között ott van az akkoriban a Hongkongi Egyetemen hallgató Ray Csan (Ray Chan), a testvérei Chris és Derek, valamint két jóbarátja Marco Fung (Marco Fung) és Brian Ju (Brian Yu). Egy 2012-es interjúban Ray, aki addigra az oldalt üzemeltető vállalat vezérigazgatója lett, nem volt hajlandó felfedni a "9GAG" nevének az eredetét.
Az ún. „Just for Fun” (magyarul: Csak szórakozásból) mentalitás alapján elindulva, a 9GAG-et az alapítók eredetileg a 500 Startups nevű gyorsítóprogram önéletrajz-készítőjeként kezdték el használni. A nyári időszaki során a 9GAG csapata több startup ötleten is dolgozott, többek közt a StartupQuote-on és a Songboardon. A 500 Startups után a 9GAG részt vett az Y Combinator inkubátorában, és a felhasználói bázisa havi szinten 70 millió globális egyedi látogatóra nőtt. A 9GAG csapata leállította az összes többi működésben lévő projektjét, és kizárólag csak a 9GAG-re helyezte a hangsúlyt. A 500 Startups részesedést szerzett a vállalatban a nekik nyújtott segélyért és mentorálásért.
2012 júliusában a 9GAG további 2,8 millió dolláros finanszírozást vont be a Szilícium-völgyben található kockázati tőkéből, beleértve a True Ventures-t és a Greycroft Partners-t is. 2012 augusztusában a 9GAG újabb 2,8 millió dolláros finanszírozást kapott ugyanebből a kockázati tőkéből, ahol a True Ventures és a Greycroft Partners mellett olyan egyéni befektetőktől is támogatást kaptak, mint Christopher Sacca, Kevin Rose és Naval Ravikant. Ez a finanszírozás támogatni tudta a 9GAG mérnöki csapatának növekedését Hongkongban és a Szilícium-völgyben egyaránt. A 9GAG-nek két központja van, az egyik a hongkongi Csűnvánban (Tsuen Wanban), a másik pedig a kaliforniai Mountain View-ban található.

### Mobilalkalmazás fejlesztése
A 9GAG mobilalkalmazással rendelkezik az iOS, az Android, a Windows Phone 8 és a BlackBerry 10 operációs rendszerekre.
2012 júliusában indította el a 9GAG az alkalmazást első körben iOS-re és Androidra. A mobilalkalmazás a webalapú tartalom egyszerűsített változataként szolgál. 2014 nyarán a 9GAG elindította a 9CHAT-et, amelyben a 9GAG felhasználók bejelentkezhetnek a fiókjukba, és üzenetet küldhetnek más felhasznlók számára. A 9CHAT emellett támogatja a csoportok létrehozását különböző szakaszok során. 2015 januárjában a 9GAG elindította az első játékát 9GAG Redhead redemption néven.

## Tartalom és szerzői jog
A 9GAG-felhasználók és adminisztrátorok más webhelyekről (pl. 4chan, Newgrounds, Reddit, SomethingAwful, FunnyJunk, YTMND, Instagram stb.) származó tartalmakat is közzétehetnek (általában a megfelelő szerzők hozzájárulása nélkül), a forrásoldal vízjelét a sajátjukra cserélve. 2011-ben a 9GAG és a 4chan vitatta a mindkét weboldalon közzétett internetes mémek szerzőségét, és mindegyik vállalat azt állította, hogy a mémek a saját webhelyükről származnak. Ray Csan (Ray Chan) azzal érvelt, hogy "9GAG nem hoz létre mémeket vagy dühképregényeket, hanem segít terjeszteni őket." A Slate egyik 2015-ös cikkében Amanda Hess írónő a 9GAG által az Instagramról származó tartalom újraküldését a "vicclopás online ökoszisztémájának" részeként írta le.
Albin Wagener nyelvész 2014-ben megjelent "Building Identity and Building Bridges Between Cultures: The Case of 9gag" (magyarul: Identitásépítés és hídépítés a kultúrák között: A 9gag esete) című cikkében a 9GAG főoldalán található 446 bejegyzést vizsgált meg; ezek közül 40 (8,97%) egyértelműen diszkriminatív volt. A legtöbb diszkriminatív poszt nőgyűlölő volt (57,5%), ezt követte a kulturális diszkrimináció (25%) és a homofóbia (12,5%). Wagener szerint a 9GAG nemzetközi kontextusban hozza össze az embereket, de a férfias és heteroszexuális szimbolikán és más csoportok leértékelésén keresztül.

## Fordítás
Ez a szócikk részben vagy egészben  a(z)   9GAG című angol Wikipédia-szócikk ezen változatának fordításán alapul.  Az eredeti cikk szerkesztőit annak laptörténete sorolja fel. Ez a jelzés csupán a megfogalmazás eredetét és a szerzői jogokat jelzi, nem szolgál a cikkben szereplő információk forrásmegjelöléseként.